# Chaim Natan Widawski
Chaim Natan Widawski (ur. 10 lutego 1904 w Zduńskiej Woli, zm. 9 czerwca 1944 w łódzkim getcie) – żydowski kupiec, działacz społeczny i syjonistyczny.

## Życiorys
Był jednym z dziesięciorga dzieci Dawida Henocha i Bili Hendli z d. Abubicz. Wcześnie osierocony przerwał naukę w szkole i przyjechał do Łodzi w poszukiwaniu pracy. Tu pracował, uczył się i działał w ruchu Ogólnych Syjonistów „Hatechija”, zgrupowanych wokół posła na Sejm – Izaaka Grünbauma.
Na początku niemieckiej okupacji został uwięziony w łódzkim getcie, zamieszkiwał wspólnie z Rywką Nachą (ur. 10 listopada 1897), Frajdą Leą (ur. 3 stycznia 1928) i Brajną Hendlą (ur. 20 listopada 1932) przy ul. Młynarskiej 38. Wybrany z ramienia swojej partii do utworzonej w getcie tzw. Egzekutywy Syjonistycznej, działał w jej ramach przy organizowaniu samopomocy społecznej.
Specyficzne warunki całkowitej izolacji jakie niemieccy okupanci zastosowali w hermetycznych i pilnie strzeżonych gettach, odcinały zamkniętą w nim ludność nie tylko od źródeł dodatkowego zaopatrzenia i od wszelkiego kontaktu ze zorganizowanym na okupowanych terenach podziemiem żydowskim i polskim, lecz także od wszelkich źródeł wiadomości ze świata zewnętrznego, co wzmagało powszechne poczucie beznadziejności i krańcowej depresji.
W tej sytuacji zorganizowała się grupa słuchaczy wiadomości uzyskiwanych dzięki zmontowanemu w getcie prymitywnemu aparatowi radiowemu. Jednym z jej organizatorów był Widawski, który wziął na siebie dodatkowe i – jak uważał – główne zadanie, kolportowania wysłuchanych wiadomości rozgłośni londyńskiej wśród ludności getta. Redagowane i kolportowane przez niego biuletyny utrzymane były zawsze w duchu optymistycznym, budziły nadzieję na szybki koniec wojny i cierpień. Pojawienie się Widawskiego w miejscach pracy witane było zwykle z radosnym zaciekawieniem, a on sam uważany był za zwiastuna jasnej przyszłości.
6 czerwca 1944 r., gdy rozpoczęła się inwazja aliantów w Normandii Operacja Overlord, Niemcy zlikwidowali wówczas jedyne źródło wiadomości w getcie, aresztując zadenuncjowaną grupę słuchaczy radia. Widawskiemu udało się uniknąć aresztowania. Poszukiwany przez gestapo i niemiecką policję kryminalną, ukrywał się wspomagany przez bliską mu członkinię partii. Jednak wobec ogłoszonej przez Niemców groźby wzięcia zakładników, 9 czerwca 1944 r. popełnił samobójstwo, zażywając cyjanek potasu. W obawie przed aresztowaniem nikt z działających w konspiracji nie wziął udziału w jego pogrzebie. Dopiero po kilku dniach odwiedzono i uporządkowano jego grób zaznaczając miejsce pochówku kamieniami. Zmarły w pozostawionych listach prosił towarzyszy partyjnych, aby po zakończeniu wojny przewieziono jego zwłoki do Izraela.

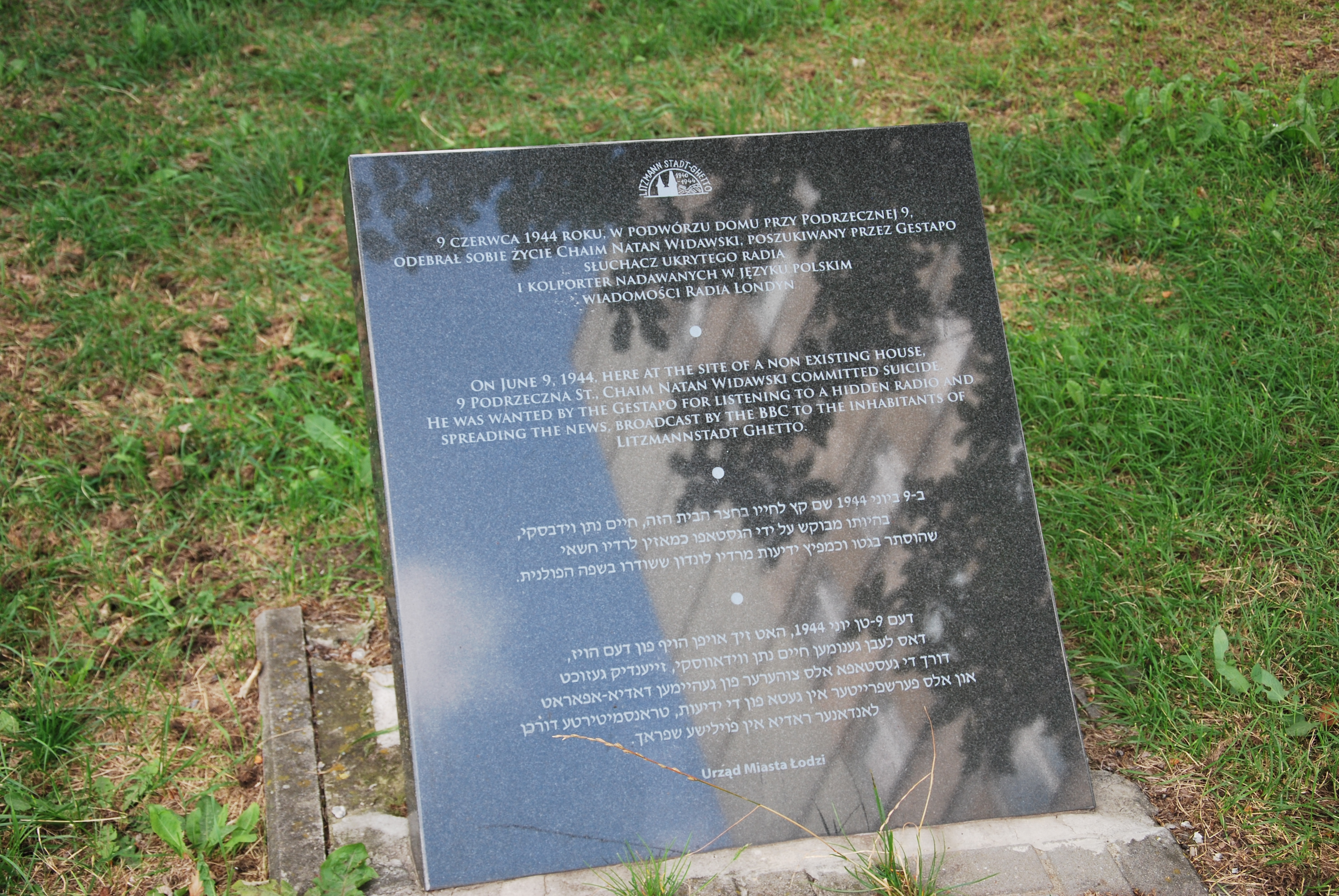
Tablica w Łodzi upamiętniająca Chaima Natana Widawskiego (2013)

Jego życzenie zostało spełnione 17 maja 1972 r., gdy po ekshumacji z cmentarza na ul. Brackiej jego zwłoki pochowano w Izraelu na cmentarzu Nachalat Icchak obok takich osobistości, jak poeta Icyk Manger i in.
Postać Widawskiego stała się pierwowzorem Jakuba Heyma, bohatera powieści Jakub Kłamca, napisanej przez urodzonego w Łodzi niemieckiego pisarza Jurka Beckera (1969). Na podstawie tej powieści studio DEFA zrealizowało film, który zdobył nagrodę Srebrnego Niedźwiedzia na festiwalu filmowym w Berlinie (1975), a amerykański reżyser Peter Kassovitz w 1999 r. nakręcił film Jakub Kłamca, z Robinam Williamsem w roli głównej.